# 蒋梧桐
蒋梧桐（1928年—），男，北京人，中国中提琴演奏员，曾任中央歌剧舞剧院演奏员，中央芭蕾舞团演奏员。